# Juan Ignacio Cáceres (piragüista)
Juan Ignacio Cáceres (Las Flores, 31 de enero de 1992) es un deportista argentino que compite en piragüismo en la modalidad de aguas tranquilas. Ganó dos medallas en los Juegos Panamericanos, bronce en 2015 y oro en 2019.

## Palmarés internacional
| Juegos Panamericanos | Juegos Panamericanos | Juegos Panamericanos | Juegos Panamericanos |
| Año                  | Lugar                | Medalla              | Competición          |
| -------------------- | -------------------- | -------------------- | -------------------- |
| 2015                 | Toronto (Canadá)     | Medalla de bronce    | K4 1000 m            |
| 2019                 | Lima (Perú)          | Medalla de oro       | K4 500 m             |